# Герлафинген
Герлафинген (нем. Gerlafingen) — коммуна в Швейцарии, в кантоне Золотурн. 
Входит в состав округа Вассерамт. Население составляет 4870 человек (на 31 декабря 2007 года). Официальный код — 2519.